# Riccardo Tonetti
Pour les articles homonymes, voir Tonetti.
Riccardo Tonetti est un skieur alpin italien, né le 14 mai 1989. Il obtient ses meilleurs résultats dans les épreuves techniques (slalom et slalom géant), mais aussi en combiné.

## Biographie
Il participe à des compétitions de la FIS à partir de l'hiver 2004-2005. Il entre en Coupe d'Europe en décembre 2007, puis se classe notamment cinquième du super G aux Championnats du monde junior 2009, avant de skier sa première manche en Coupe du monde en janvier 2010. Il marque ses premiers points en Coupe du monde en mars 2013 dans un slalom (19e à Kranjska Gora).
En 2015, il s'adjuge le classement général de la Coupe d'Europe. À la fin de cette année, il obtient son premier top 10 en Coupe du monde avec une 8e au slalom géant de Beaver Creek.
Il est dixième du slalom géant des Championnats du monde de Saint-Moritz en 2017, où il est aussi 23e du combiné.
Il est sélectionné pour les Jeux olympiques d'hiver de 2018, à Pyeongchang, où il arrive 18e du combiné, puis abandonne le slalom géant et le slalom.
Aux Championnats du monde 2019, il atterrit près du podium avec une quatrième place au combiné (15e après la descente), soit 21 centièmes de seconde derrière Marco Schwarz, troisième. Il est médaillé de bronze avec l'équipe italienne au Team Event en tant que remplaçant. Il se classe ensuite quatrième du combiné de Bansko en Coupe du monde. Il continue à ce niveau lors de la saison 2019-2020, réussissant à égaler ce résultat à Bormio, puis finir cinquième à Wengen et Hinterstoder, à chaque fois en combiné, pour prendre la 35e place du classement général de la Coupe du monde, son meilleur bilan en carrière.
Aux Championnats du monde 2021, de Cortina d'Ampezzo, en Italie, il ajoute un nouveau top dix à son palmarès, terminant septième du combiné alpin.

## Palmarès

### Jeux olympiques
| Épreuve / Édition | Pyeongchang 2018 |
| Slalom géant      | Abandon          |
| Slalom            | Abandon          |
| Combiné           | 18e              |

### Championnats du monde
| Épreuve / Édition               | Slalom géant | Combiné | Parallèle                        | Par équipes |
| ------------------------------- | ------------ | ------- | -------------------------------- | ----------- |
| Mondiaux 2017 Saint-Moritz      | 10e          | 23e     | Épreuve inexistante à cette date | 5e          |
| Mondiaux 2019 Are               | Abandon      | 4e      | Épreuve inexistante à cette date | Bronze      |
| Mondiaux 2021 Cortina d'Ampezzo | 12e          | 7e      | NQ                               |             |

Légende :
- NQ = éliminé en qualifications

### Coupe du monde
- Meilleur classement général : 35e en 2020.
- Meilleur résultat : 4e.

#### Classements
| Saison | Général | Slalom | Slalom géant | Super G | Descente | Combiné |
| ------ | ------- | ------ | ------------ | ------- | -------- | ------- |
| 2013   | 152e    | 55e    | 56e          | —       | —        | —       |
| 2014   | 126e    | 49e    | 41e          | —       | —        | —       |
| 2015   | 140e    | 49e    | 56e          | —       | —        | —       |
| 2016   | 36e     | 32e    | 19e          | 44e     | —        | 14e     |
| 2017   | 88e     | 46e    | 31e          | —       | —        | —       |
| 2018   | 65e     | -      | 22e          | —       | —        | 18e     |
| 2019   | 39e     | 38e    | 22e          | —       | —        | 4e      |
| 2020   | 35e     | 44e    | 31e          | —       | —        | 4e      |
| 2021   | 71e     | -      | 26e          | 42e     | —        | -       |

### Coupe d'Europe
- Vainqueur du classement général en 2015.
- Vainqueur du classement du slalom en 2015.
- 11 podiums, dont 4 victoires (3 en slalom et 1 en slalom géant).

### Championnats du monde militaires
- Médaille d'argent du slalom en 2014.

### Championnats d'Italie
- Champion du slalom géant en 2016.
- Champion du slalom en 2017.